# Ebba Sparre

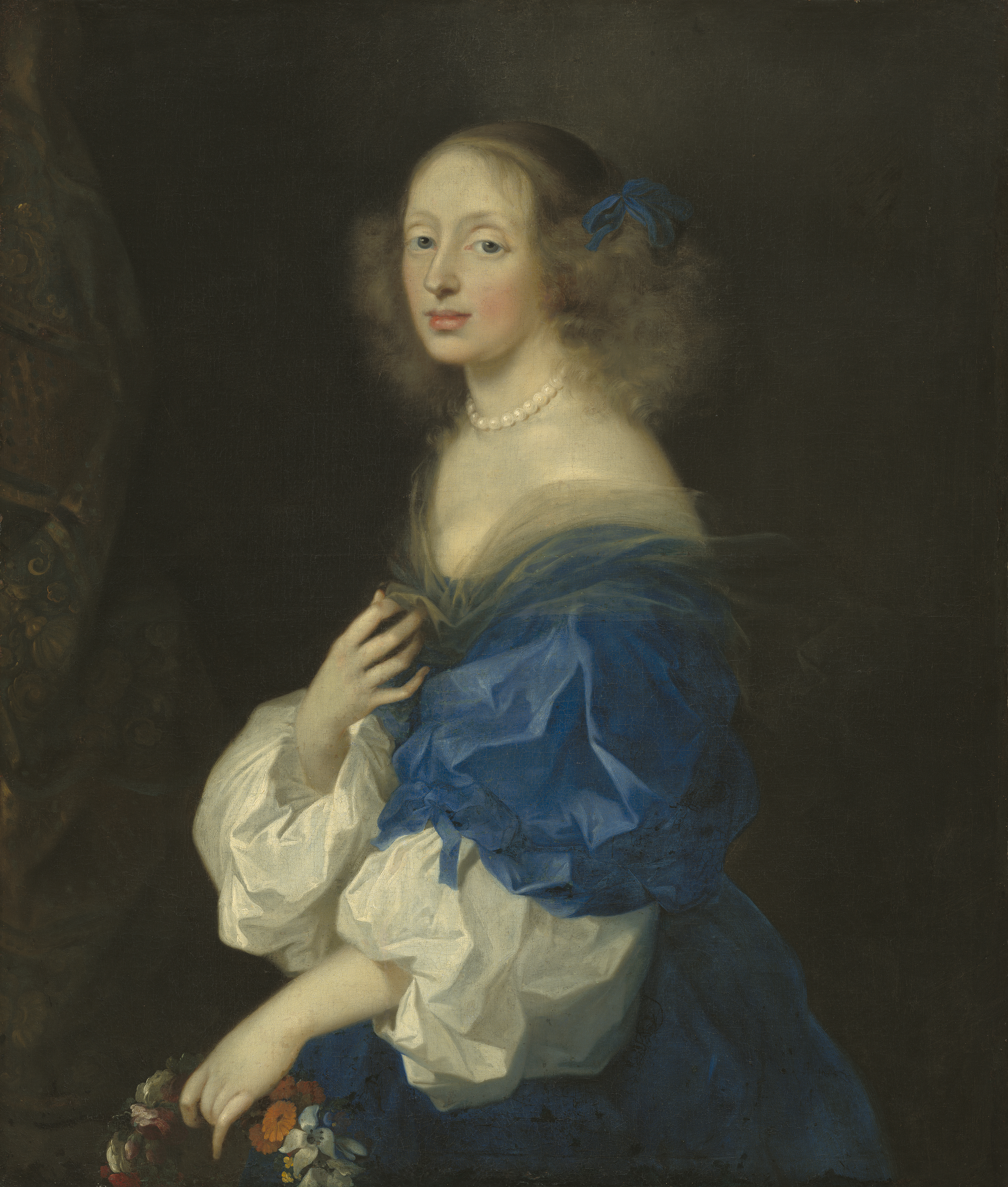
Sparre, geschilderd door Sébastien Bourdon.

Ebba Sparre (1629 – 19 maart 1662) was een Zweedse hofdame en edelvrouw, en beste vriendin van koningin Christina I van Zweden.
Ebba Sparre was de dochter van staatsman en maarschalk Lars Eriksson Sparre (1590-1644) en Marta Banér, en kleindochter van kanselier Erik Larsson Sparre (1550-1600).
Haar bijnaam was "de mooie gravin", omdat ze een beroemde schoonheid aan het koninklijk hof was. Hierdoor mocht ze vaak optreden in de rol van Venus in amateurballet, dat werd uitgevoerd door de adel aan het hof.
Haar heel goede vriendschappelijke relatie met koningin Christina leidde tot de roddels dat ze geliefden waren. Alhoewel nooit bevestigd, vonden deze geruchten hun oorsprong in het feit dat Ebba een van de weinige vrouwen was die aandacht kregen van de koningin. In het algemeen toonde de koningin weinig interesse in haar hofdames, en refereerde vaak enkel naar hen in misprijzende bewoordingen, wegens hun zwakke vrouwelijkheid of om zichzelf als sterker en "mannelijker" dan hen te tonen.
In 1639 toont ze haar houding tegenover hofdames, wanneer ze over Beata Oxenstierna en haar dochter, eredame Märta Ulfsparre zegt: "Lady Beata Oxenstierna en haar dochter zijn juist gearriveerd. Hoe meer er hier nog zulke dames komen, hoe slechter".
Uitzonderingen waren vrouwen zoals Ebba Sparre, Jane Ruhven en Louise van der Nooth, zij kregen wel positieve aandacht van de koningin.
Als koningin zonder land, met een grote interesse in toneel, theater en beeldhouwkunst, en door haar onconventionele levensstijl en mannelijke optreden, werd Christina in beperkte mate een symbool voor transseksualiteit en homoseksualiteit. De koningin spendeerde haar meeste vrije tijd samen met "de schone hertogin", en ze verwees vaak naar haar schoonheid. Ze introduceerde haar aan de Engelse ambassadeur Bulstrode Whitelocke als haar "bedgenote", en verzekerde hem dat Ebba's intellect minstens even knap was als haar lichaam.
In 1654 deed koningin Christina vrijwillig troonsafstand en ook na haar vertrek uit Zweden bleef ze brieven schrijven aan Ebba, waarin ze schreef dat ze haar altijd zou blijven liefhebben. Zulke emotionele brieven waren in die tijd niet ongewoon, en de koningin zou dezelfde schrijfstijl gebruiken in brieven aan andere dames wier brieven ze bewonderde, zelfs indien ze hen nog niet had ontmoet.
Ebba verbrak haar verloving met Bengt Gabrielsson Oxenstiernas om, op aandringen van de koningin, in 1652 te trouwen met hertog Jakob Kasimir de la Gardie, broer van de favoriet van de koningin, Magnus Gabriel de la Gardie.
In 1661 nodigde koningin Christina Ebba Sparre uit in Hamburg, en ze wenste haar ook te zien tijdens een bezoek aan Zweden, maar dit werd verhinderd door Ebba's familie.